# Aphoebantus conurus
Aphoebantus conurus är en tvåvingeart som beskrevs av Osten Sacken 1887. Aphoebantus conurus ingår i släktet Aphoebantus och familjen svävflugor. Inga underarter finns listade i Catalogue of Life.